# پاسکواله آلاردی
پاسکواله آلاردی (انگلیسی: Pasquale Aleardi؛ زادهٔ ۱ ژوئن ۱۹۷۱) بازیگر، بازیگر سینما، موسیقی‌دان، و بازیگر تلویزیون اهل سوئیس است. وی از سال ۱۹۹۴ میلادی تاکنون مشغول فعالیت بوده‌است.
از فیلم‌ها یا برنامه‌های تلویزیونی که وی در آن نقش داشته‌است می‌توان به رزیدنت ایول: قصاص، رزیدنت ایول، رزیدنت ایول ۶، و ذهن سفید اشاره کرد.